# جورج هوليس
جورج هوليس (بالإنجليزية: George Hollis)‏ (1869 في المملكة المتحدة - ) هو لاعب كرة قدم بريطاني (وحمل سابقاً جنسية المملكة المتحدة لبريطانيا العظمى وأيرلندا) في مركز حراسة المرمى. لعب مع برمنغهام سيتي.